# Чистоозёрка (Новосибирская область)
Чистоозёрка — деревня в Барабинском районе Новосибирской области. Входит в состав Новоярковского сельсовета.

## География
Площадь деревни — 4 гектара

## Население
| 2002 | 2007 | 2010 |
| ---- | ---- | ---- |
| 26   | ↘25  | ↘13  |

## Инфраструктура
В деревне по данным на 2007 год отсутствует социальная инфраструктура.